# Albanien i olympiska vinterspelen 2010
Albanien deltog med en deltagare vid de olympiska vinterspelen 2010 i Vancouver. Landets deltagare erövrade ingen medalj.